# UTB映像アカデミー
UTB映像アカデミーは東京都にあった映像・映画の学校。（1995〜2017）

## 概要
- アメリカ合衆国ロサンゼルスにある放送局UTBと株式会社ESPが設立した映像・映画の学校。
- 開校時はESP/UTB ACADEMY JAPANと表記され、映像、サウンド、俳優の学科があった。
- DTV、DTMといった、時代の先駆けとなるクリエーターの育成を行っていた。
- 1年制、ロサンゼルス/ハリウッド研修あり。
- サウンド科は姉妹校（ESPグループ）のMI ジャパンに、俳優科はシアター・オブ・アーツ ジャパンに移された。
- 後にESP/UTB映像アカデミー、UTB映像アカデミーと学校名が変更された。
- 短期夜間コースでは、他校の学生や社会人、プロとして活動している人が通っていた。

## 沿革
- 1995年　渋谷区道玄坂に開校
- 2012年　千代田区神田に校舎を移転
- 2017年　閉校 TMS東京映画映像学校へと事業引き継ぎ

## 講師
- 井筒和幸（特別講師）
- 増山準哉（特別講師）
- 山﨑達璽
- Yuki Saito
- マツモトジュンイチ